# Noah Welch
Noah Paul Welch, född 26 augusti 1982 i Brighton, Massachusetts, är en amerikansk tidigare professionell ishockeyspelare.
Welch valdes som 54:e spelare totalt av Pittsburgh Penguins i NHL-draften 2001. Welch har spelat i NHL för Pittsburgh Penguins, Florida Panthers, Tampa Bay Lightning och Atlanta Thrashers.
2015 tilldelades Welch som förste back Stefan Liv Memorial Trophy. Ett pris som tilldelas slutspelets mest värdefulla spelare i SHL.

## Statistik
| 2001–02    | Harvard University             | NCAA                | 27 | 5 | 6  | 11 | 56  | —  | — | — | — | —  |
| 2002–03    | Harvard University             | NCAA                | 34 | 6 | 22 | 28 | 70  | —  | — | — | — | —  |
| 2003–04    | Harvard University             | NCAA                | 34 | 6 | 13 | 19 | 58  | —  | — | — | — | —  |
| 2004–05    | Harvard University             | NCAA                | 34 | 6 | 12 | 18 | 86  | —  | — | — | — | —  |
| 2005–06    | Wilkes-Barre/Scranton Penguins | AHL                 | 77 | 9 | 20 | 29 | 99  | 11 | 1 | 0 | 1 | 18 |
| 2005–06    | Pittsburgh Penguins            | NHL                 | 5  | 1 | 3  | 4  | 2   | —  | — | — | — | —  |
| 2006–07    | Wilkes-Barre/Scranton Penguins | AHL                 | 27 | 5 | 16 | 21 | 24  | —  | — | — | — | —  |
| 2006–07    | Pittsburgh Penguins            | NHL                 | 22 | 1 | 1  | 2  | 22  | —  | — | — | — | —  |
| 2006–07    | Florida Panthers               | NHL                 | 2  | 1 | 0  | 1  | 2   | —  | — | — | — | —  |
| 2006–07    | Rochester Americans            | AHL                 | 11 | 2 | 4  | 6  | 21  | 6  | 0 | 2 | 2 | 12 |
| 2007–08    | Florida Panthers               | NHL                 | 4  | 0 | 0  | 0  | 7   | —  | — | — | — | —  |
| 2008–09    | Florida Panthers               | NHL                 | 23 | 1 | 1  | 2  | 11  | —  | — | — | — | —  |
| 2008–09    | Rochester Americans            | AHL                 | 7  | 0 | 3  | 3  | 10  | —  | — | — | — | —  |
| 2008–09    | Tampa Bay Lightning            | NHL                 | 17 | 0 | 0  | 0  | 14  | —  | — | — | — | —  |
| 2009–10    | Chicago Wolves                 | AHL                 | 37 | 1 | 4  | 5  | 33  | 14 | 0 | 2 | 2 | 10 |
| 2010–11    | Chicago Wolves                 | AHL                 | 50 | 2 | 11 | 13 | 65  | —  | — | — | — | —  |
| 2010–11    | Atlanta Thrashers              | NHL                 | 2  | 0 | 0  | 0  | 0   | —  | — | — | — | —  |
| 2011–12    | HV71                           | Elitserien          | 51 | 4 | 6  | 10 | 85  | 6  | 1 | 1 | 2 | 0  |
| 2012–13    | Växjö Lakers                   | Elitserien          | 43 | 8 | 9  | 17 | 75  | —  | — | — | — | —  |
| 2013–14    | Växjö Lakers                   | SHL                 | 43 | 2 | 17 | 19 | 82  | 12 | 2 | 2 | 4 | 10 |
| 2014–15    | Växjö Lakers                   | SHL                 | 52 | 5 | 23 | 28 | 100 | 17 | 2 | 4 | 6 | 53 |
| 2015-2016  | Modo Hockey                    | Svenska hockeyligan | 32 | 3 | 13 | 16 | 56  |    |   |   |   |    |
| NHL totalt | NHL totalt                     | NHL totalt          | 75 | 4 | 5  | 9  | 58  | —  | — | — | — | —  |